# 兹德拉夫科·拉杜洛维奇
兹德拉夫科·拉杜洛维奇（1966年12月12日—），克罗地亚男子篮球运动员。他曾代表南斯拉夫国家队参加1988年夏季奥林匹克运动会篮球比赛，获得一枚银牌。